# Cornel Drăgușin
Cornel Drăgușin (n. 26 martie 1926, București, România – d. 10 octombrie 2021, București, România) a fost un antrenor român de fotbal, care a îndeplinit funcția de selecționer al echipei naționale de fotbal a României (1975-1976).

## Biografie
A început ca jucător la echipa Industria Iutei București și a Sindicatului Textil București (1936-1948). În 1949 este recrutat, ca militar și activează la Clubul Central al Armatei, unde, la sugestia reputatului antrenor Francisc Rónay, începe pregătirea de antrenor de fotbal. Lucrează alături de Francisc Rónay pană în 1953, când preia echipa de juniori a clubului Progresul București, care devine campioană națională. În 1955, devine antrenor secund al formației de tineret Progresul, clasându-se cu aceasta pe locul II în campionat. Între 1956 și 1962 activează ca antrenor scund al echipei de seniori Progresul, alături de Ioan Lupaș, Gică Nicolae și Dincă Schileru. În sezonul 1962-1963 este antrenor al naționalei Irakului, la Bagdad și al echipei armatei din Irak. Sezonul 1963-1964 antrenor principal la Progresul. Sezonul 1965-1966 antrenor principal al echipei naționale din Siria și al echipei armatei siriene. Din 1967 devine antrenor federal, iar la 1 septembrie 1967 îl găsește antrenor principal la Progresul, pană în 1969. În sezonul 1969-1970 devine antrenor la Centrul de copii și juniori al echipei Steaua București. Din 1970 a activat în cadrul FRF, ca antrenor federal, la diferite loturi de juniori. Din 1990 pană în 2002 a fost Directorul Școlii de Antrenori din cadrul FRF.